# Merei Aqschalow
Merei Tölegenuly Aqschalow (kasachisch Мерей Төлегенұлы Ақшалов, russisch Мерей Толегенович Акшалов, Merei Tolegenowitsch Akschalow; * 9. Juni 1989 in Astana) ist ein kasachischer Amateurboxer. Er wurde 2013 Weltmeister im Halbweltergewicht.

## Boxkarriere
Im Jahr 2007 trat Aqschalow erstmals bei den Weltmeisterschaften in Chicago an, wo er im Leichtgewicht startete. Er konnte sich dabei in der Vorrunde nur knapp gegen Issouf Kinda aus Burkina Faso durchsetzen, ehe er bereits in der zweiten Vorrunde vom Engländer Frankie Gavin ausgepunktet wurde. Dafür gewann er im Jahr 2008 die asiatische Olympiaqualifikation im heimischen Astana, nachdem er im Leichtgewicht Daijirō Hoshi aus Japan, Genebert Basadre von den Philippinen und Asilbek Talasbajew aus Kirgisistan besiegt hatte. Bei den anschließenden Olympischen Sommerspielen 2008 in Peking konnte er den Ungar Miklós Varga mit 12:3 schlagen, schied jedoch im Achtelfinale gegen den Chinesen Hu Qing mit 7:11 aus.
2010 gewann er die Militärweltmeisterschaften in Camp Lejeune, einem Stützpunkt des US Marine Corps in North Carolina. Er schlug dabei im Finale den US-Amerikaner Jamal Herring.
Im Jahr 2012 gewann er die Kasachischen Meisterschaften im Halbweltergewicht und konnte im März 2013 auch den Chemiepokal von Halle für sich entscheiden; er besiegte dabei Petros Ananijan aus Russland, Enchsorig Sorigtbaatar aus der Mongolei, Dmitri Galagot aus Moldawien und Artem Harutiunian aus Deutschland.
Im Juli 2013 trat er bei den Asienmeisterschaften in Amman an, konnte sich gegen Ali Mazafar aus Kuwait, Li Quanlong aus China, Ermek Sakenow aus Kirgisistan und Urantschimegiin Mönch-Erdene aus der Mongolei durchsetzen und gewann damit die Goldmedaille im Halbweltergewicht. In dieser Gewichtsklasse startete er dann im Oktober 2013 noch bei den Weltmeisterschaften in Almaty. Dabei schlug er in der Vorrunde Josh Taylor aus Schottland, im Achtelfinale Carlos Adames aus der Dominikanischen Republik, im Viertelfinale Ermek Sakenow aus Kirgisistan, im Halbfinale Éverton Lopes aus Brasilien und im Finale Yasniel Toledo aus Kuba.